# Лич, Рассел
Рассел Джонатан Лич (англ. Russell Jonathan Leetch; род. 1982) — бас-гитарист инди-рок группы Editors.

## Биография
Получил музыкальное образование в Стаффордширском Университете, где познакомился с остальными участниками Editors. Кроме того, закончил Arden School в деревне Ноул, пригород города Солихалл.
До того момента, когда Editors подписали контракт с звукозаписывающей студией, работал вместе с Томом Смитом в колл-центре. Любимые музыкальные группы - Chas and Dave и Spiritualized.
В феврале 2008 года Лич сделал ремикс песни "T.H.E.H.I.V.E.S" группы The Hives, который вошёл в би-сайд сингла. Также он участвовал в написании сценария для клипа на песню "Bones" группы Editors, который был выпущен в Европе.
В 2008 году участвовал в Нью-Йоркском благотворительном марафоне. В апреле 2011 года Лич принял участие в Лондонском марафоне вместе с лидером группы Editors - Томом Смитом. Марафон собрал более £10,000. Эти деньги пошли в фонд Оксфам.
Болеет за ФК Астон Вилла